# Wilhelmsplatz (Neustadt)
Der Wilhelmsplatz – alternativ Kaiser-Wilhelm-Platz genannt – ist ein Waldfestplatz am „Kaiserweg“ bei Haardt. Die Anlage als Kulturdenkmal in Haardt gelistet.

## Geschichte
Der Platz wurde 1886 vom Haardter Verschönerungsverein als Waldfestplatz angelegt. Er liegt auf einer Höhe 285 m ü. NN etwa 150 m über Neustadt an der Weinstraße. Der Platz ist wegen seiner Hanglage am Berg Weinbiet in drei Terrassen untergliedert: Die obere ist die größte. Sie ist mit einer Freilichtbühne versehen, die ihrerseits eine kleine „Terrasse auf der Terrasse“ darstellt. Auf der mittleren befindet sich ein im Jahr 1912 errichteter Gedenkstein mit Tafel für Kaiser Wilhelm I. Die untere Terrasse stellt eine Aussichtsplattform mit zwei nach Osten gerichteten Bänken und einer offenen Schutzhütte, dem „Oskar-Wiedemann-Blick“, dar. Die Aussicht reicht bei guter Sicht Richtung Ostnordosten bis zum etwa 45 km weit entfernten Odenwald (Heidelberg), Richtung Südsüdosten bis zum etwa 65 km weit entfernten Schwarzwald (Baden-Baden).
Im Jahre 1980 erneuert wurde der Platz zuletzt erneuert.

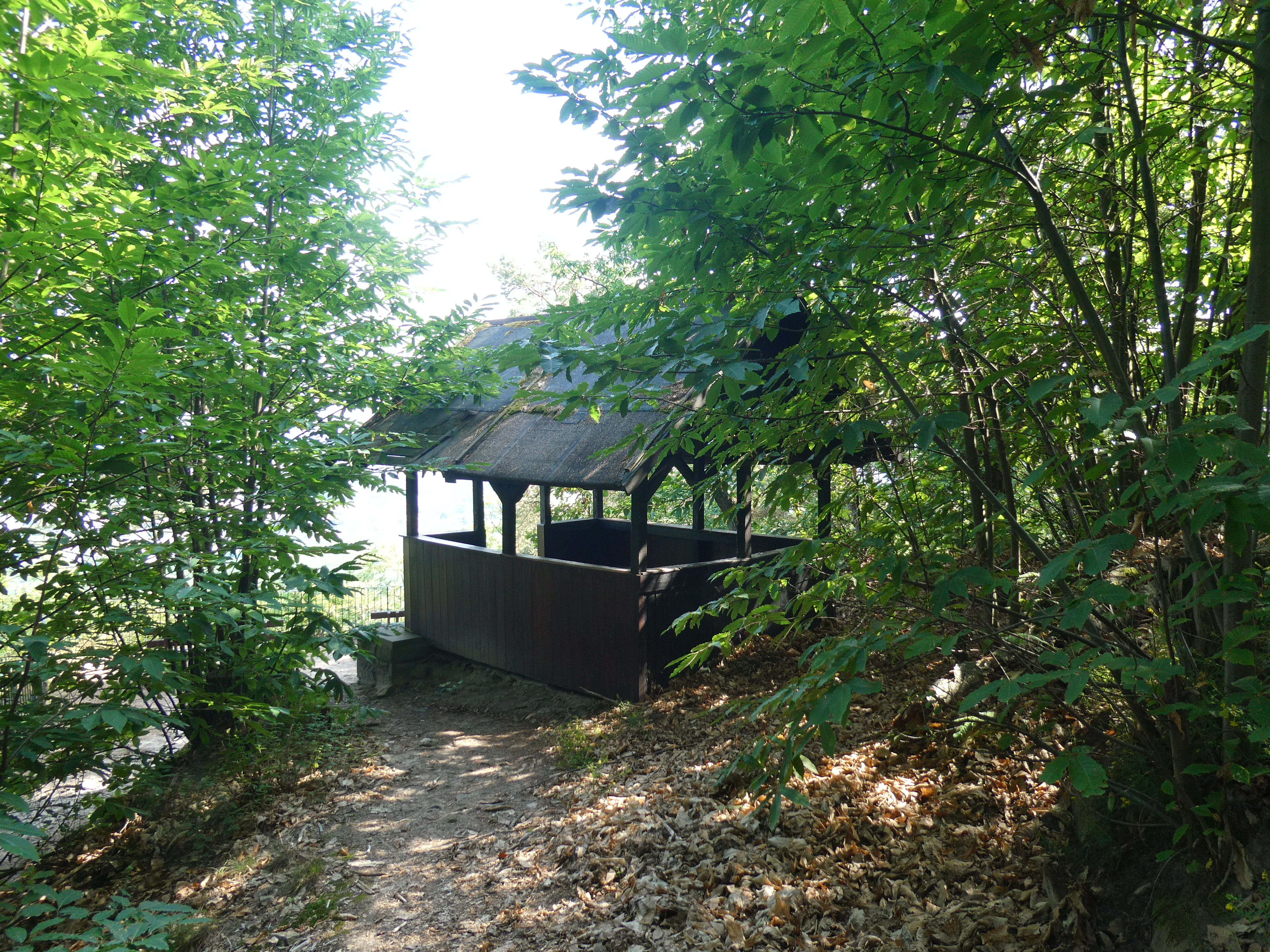
Oskar-Wiedemann-Blick
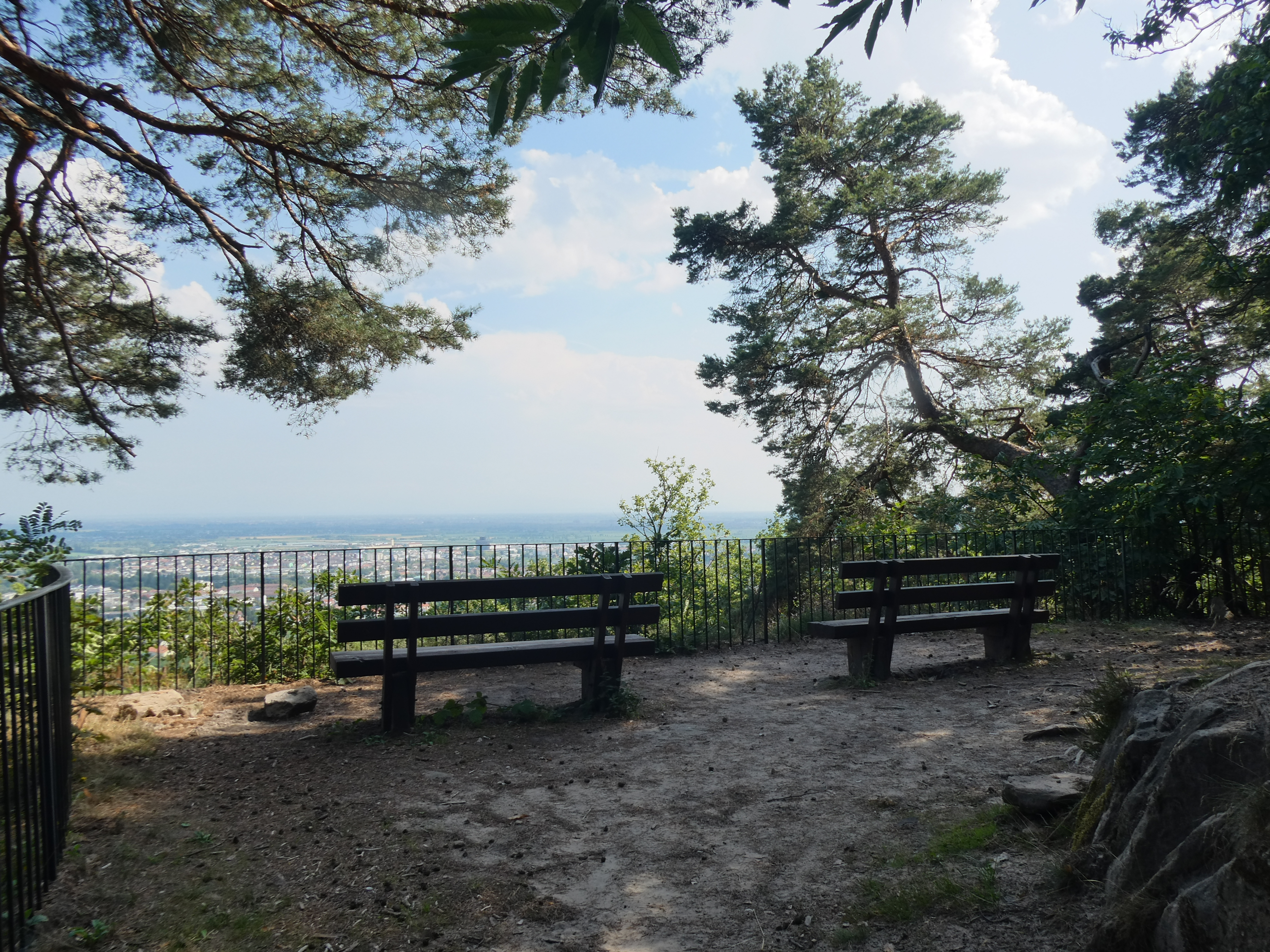
Ausblick
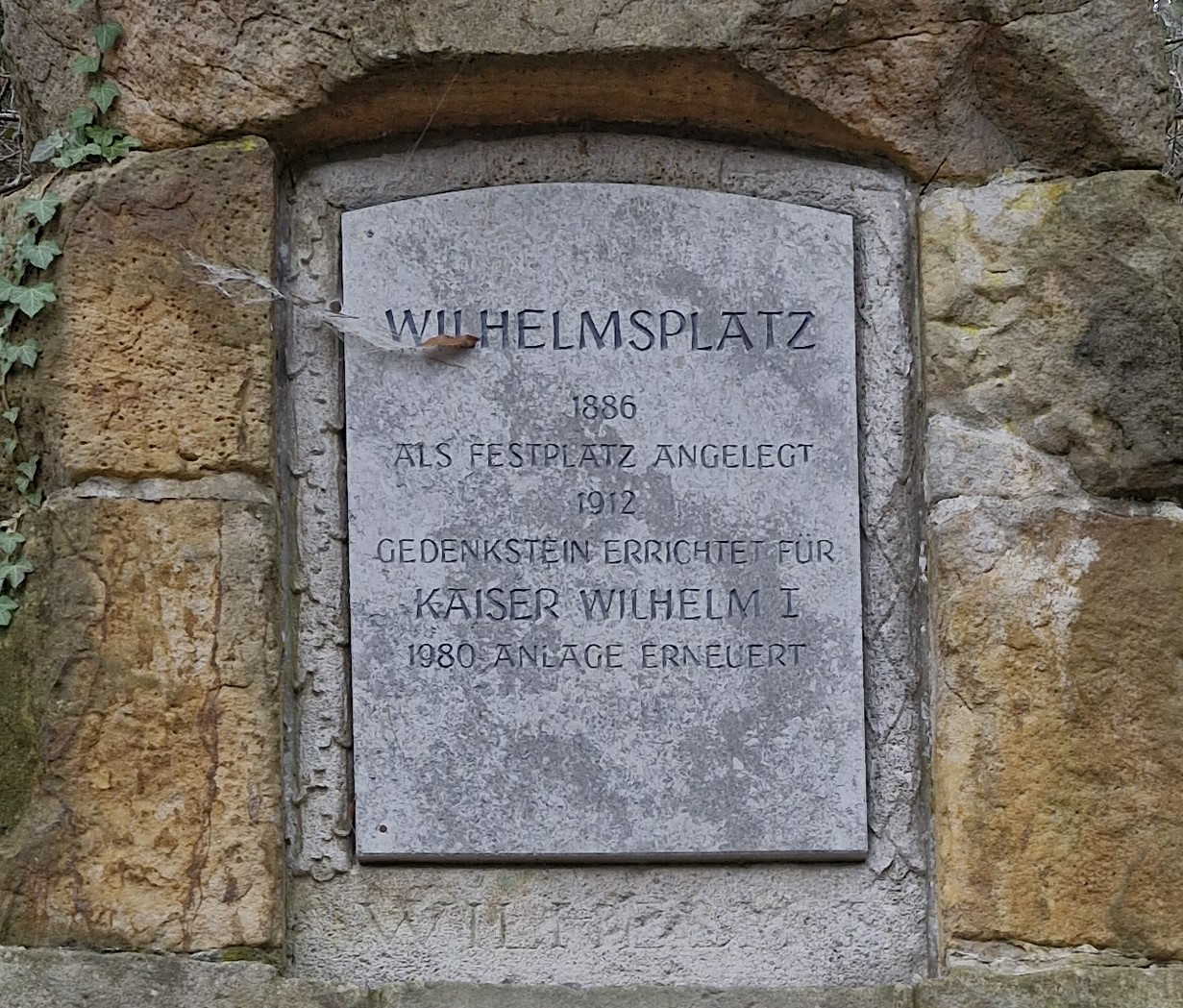
Gedenkstein für Kaiser Wilhelm I.